# Австрия на летних Олимпийских играх 1960
Австрия принимала участие в Летних Олимпийских играх 1960 года в Риме (Италия) в тринадцатый раз за свою историю, и завоевала одну золотую и одну серебряную медали. Сборная страны состояла из 103 спортсменов (82 мужчины, 21 женщина).

## Медалисты
| Медаль  | Спортсмен                        | Вид спорта           | Дисциплина                                             |
| ------- | -------------------------------- | -------------------- | ------------------------------------------------------ |
| Золото  | Хуберт Хаммерер                  | Стрельба             | Мужчины, произвольная винтовка из 3 положений на 300 м |
| Серебро | Йозеф Клоимштайн Альфред Загедер | Академическая гребля | Мужчины, двойки распашные без рулевого                 |

## Результаты соревнований

### Академическая гребля
В следующий раунд из каждого заезда проходили несколько лучших экипажей (в зависимости от дисциплины). В финал A выходили 6 сильнейших экипажей.
Мужчины
| Соревнование | Спортсмены                       | Предварительный заезд | Предварительный заезд | Предварительный заезд | Отборочный заезд | Отборочный заезд | Отборочный заезд | Полуфинал     | Полуфинал     | Полуфинал     | Финал                | Финал                |
| Соревнование | Спортсмены                       | Заезд                 | Время                 | Место                 | Заезд            | Время            | Место            | Заезд         | Время         | Место         | Время                | Место                |
| ------------ | -------------------------------- | --------------------- | --------------------- | --------------------- | ---------------- | ---------------- | ---------------- | ------------- | ------------- | ------------- | -------------------- | -------------------- |
| одиночки     | Хорст Финк                       | 3                     | 7:43,53               | 3                     | 1                | 7:47,09          | 3                | не проводился | не проводился | не проводился | завершил выступление | завершил выступление |
| двойки       | Йозеф Клоимштайн Альфред Загедер | 1                     | 7:06,95               | 2                     | 1                | 7:20,48          | 1 Q              | 2             | 7:30,10       | 1 Q           | 7:03,69              | 2                    |